# مؤسسه علوم توکیو
مؤسسه علوم توکیو (به ژاپنی: 東京科学大学)، یک دانشگاه دولتی در توکیو، ژاپن است. در ۱ اکتبر ۲۰۲۴ با ادغام بین مؤسسه فناوری توکیو (Tokyo Tech) و دانشگاه پزشکی و دندانپزشکی توکیو (TMDU) تأسیس شد. پردیس اصلی در مگورو-کو، توکیو، با پردیس‌های ماهواره ای در یوکوهاما، میناتو-کو، توکیو، بونکیو-کو، توکیو و شهر ایچیکاوا، چیبا واقع شده است. .